# 4877 Humboldt
A 4877 Humboldt (ideiglenes jelöléssel 5066 T-2) a Naprendszer kisbolygóövében található aszteroida. Cornelis Johannes van Houten,  Ingrid van Houten-Groeneveld,  Tom Gehrels fedezte fel 1973. szeptember 25-én.